# Alter jüdischer Friedhof (Dielkirchen)

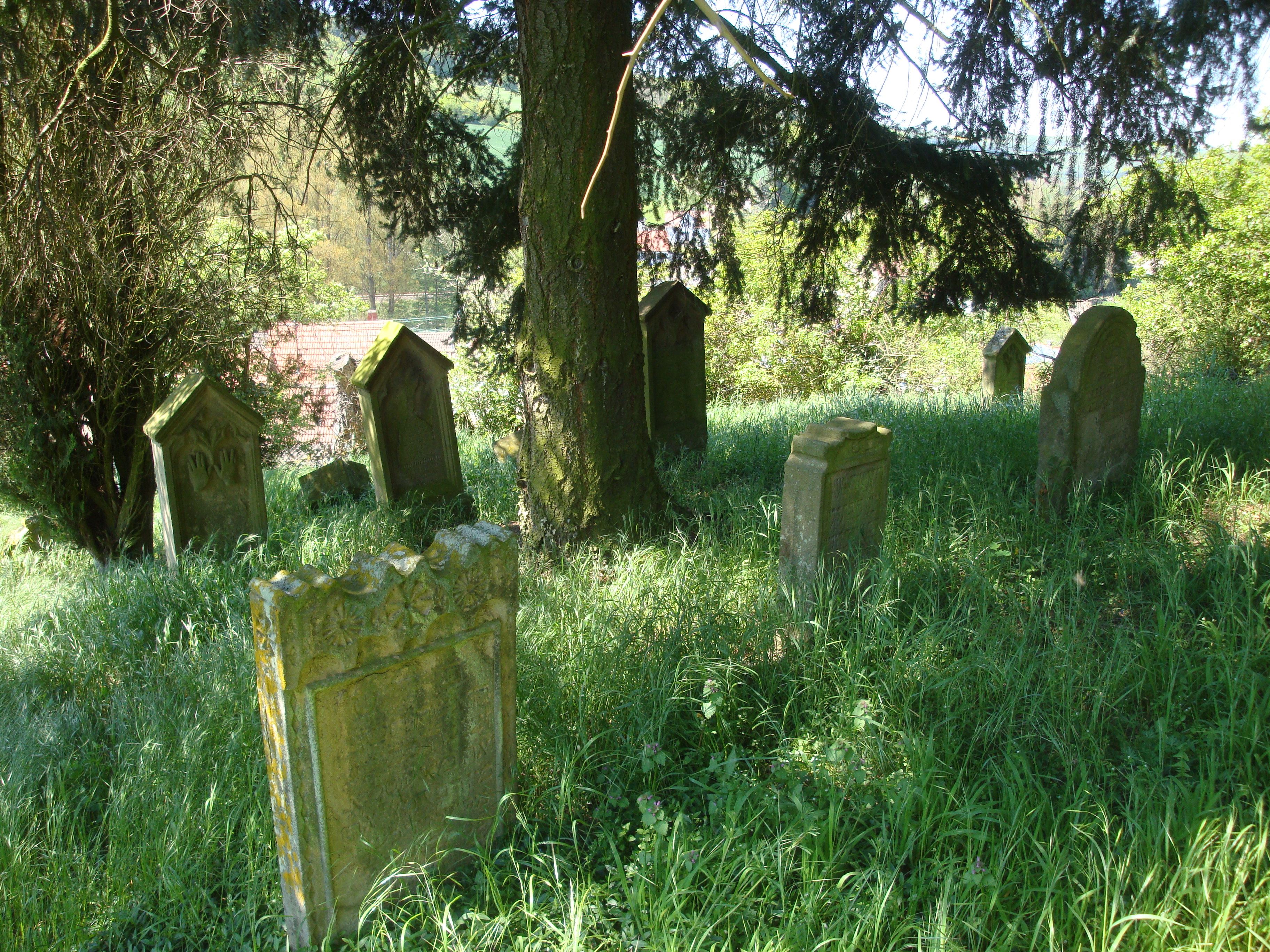
Alter jüdischer Friedhof in Dielkirchen

Der alte jüdische Friedhof in Dielkirchen, einer Ortsgemeinde im Donnersbergkreis in Rheinland-Pfalz, wurde um 1850 oder bereits früher angelegt. Der jüdische Friedhof liegt im oberen Bereich der Bergstraße. Er ist ein geschütztes Kulturdenkmal.
Der Friedhof wurde im Jahr 1900 erweitert und bis 1921 belegt. Danach wurde der neue jüdische Friedhof angelegt.
Auf dem 1350 Quadratmeter großen Friedhof sind noch 27 Grabsteine erhalten. Er ist dicht bewachsen mit Hecken und Tannen.